# Małgorzata Borowska
Małgorzata Borowska (ur. 26 czerwca 1951 w Warszawie) – filolożka klasyczna, neohelenistka, bizantynolożka. Profesorka doktor habilitowana nauk humanistycznych, profesorka Uniwersytetu Warszawskiego.

## Życiorys
Jest córką Tadeusza Borowskiego i Marii z domu Rundo. W 1969 ukończyła Liceum im. Narcyzy Żmichowskiej w Warszawie, w 1974 studia z zakresu filologii klasycznej na Uniwersytecie Warszawskim. W 1974 podjęła pracę na macierzystej uczelni, w Instytucie Filologii Klasycznej. Tam w 1984 obroniła pracę doktorską, w 1996 otrzymała stopień doktor habilitowanej na podstawie dzieła OIKEIA PRAGMATA. Z dziejów dramatis personae rodzinnej komedii greckiej następców Arystofanesa. W 2009 uzyskała tytuł profesora nauk humanistycznych.
W latach 1999–2003 była kierowniczką Katedry Literatury Greckiej, Bizantyńskiej i Nowogreckiej w Instytucie Filologii Klasycznej UW. Od 1997 jest kierowniczką Pracowni Studiów Helleńskich Instytutu Badań Interdyscyplinarnych Artes Liberales, dziś Wydziału „Artes Liberales” UW.
Jest członkinią Komitetu Nauk o Kulturze Antycznej PAN, Komisji Bizantynologicznej PAN oraz Collegium Invisibile.
Zajmuje się teatrem greckim i łacińskim, literaturą demotyczną, językiem staro- i nowogreckim. Skupia się też na przekładach i pracach badawczych z literatury nowogreckiej: Adamandios Korais, Janis Makrijanis, Nikos Kazandzakis. Przełożyła na język polski epos bizantyński Dijenis Akritas.

## Publikacje
- Le théâtre politique d’ Euripide. Problèmes choisis, Warszawa 1989.
- OIKEIA PRAGMATA. Z dziejów dramatis personae greckiej komedii rodzinnej następców Arystofanesa, Warszawa 1995.
- Mormolyke. Książka do nauki języka starogreckiego, Warszawa 1996.
- Barbajorgos. Książka do nauki języka nowogreckiego, Warszawa 2000.
- (wstęp i tłumaczenie) Dijenis Akritas. Opowieść z kresów bizantyńskich, Warszawa 1998.
- Poliajnos: Podstępy wojenne (Polyaenus: Strategemata), Warszawa 2003.
- Arcydzieła literatury nowogreckiej I–V, Warszawa od 2004.
- (wybór, przekład, wstęp i komentarz) Gminna pieśń Greków. Antologia, Warszawa 2004.
- (przekład) Andreas Kalwos, Ody, Warszawa 2004.
- Klaudiusz Elian, Opowiastki rozmaite. Listy wieśniaków, Warszawa 2005.
- (wybór, przekład, wstęp) Bajki, baśnie i bajdy ludu greckiego. Antologia, Warszawa 2006.
- (redakcja) Filhellenizm w Polsce: rekonesans, pod red. Małgorzaty Borowskiej, Warszawa: Wydawnictwa Uniwersytetu Warszawskiego 2007.
- (redakcja) Filhellenizm w Polsce: wybrane tematy, pod red. Małgorzaty Borowskiej, Marii Kalinowskiej i Katarzyny Tomaszuk, Warszawa: Wydawnictwa Uniwersytetu Warszawskiego 2012